# Cierva C.1
Die Cierva C.1 (ursprünglich Autogiro No.1) war ein experimenteller Tragschrauber des Konstrukteurs Juan de la Cierva, mit dem er im Jahr 1920 die ersten erfolglosen Startversuche eines Tragschraubers durchführte. Es wurde lediglich ein Prototyp hergestellt. Auch mit den nachfolgenden, in jeweils einem Exemplar gebauten Entwicklungen C.2 und C.3 blieben die Flugversuche ohne Erfolg.

## Geschichte

### Konzeptvorstellung
Nach den Erfahrungen Ciervas mit dem von ihm konzipierten dreimotorigen Bombenflugzeug BCD3, das bei seinem ersten Flug im Juli 1919 infolge eines Strömungsabrisses kurz nach dem Start abstürzte, wandte er sich von nun an der Entwicklung neuen stallsicheren Konzepten zu. Seine einfache Lösung war die einer rotierenden Tragfläche zur Auftriebserzeugung, während der Rest des Flugzeugs „stationär“ bleiben sollte. Eine Verbindung zwischen Triebwerk und den rotierenden Tragflächen sollte nicht bestehen. Da das Triebwerk nur für den Vortrieb zuständig war, sollte gegenüber den damaligen Hubschraubermustern eine höhere Geschwindigkeit erreicht werden, was eine höhere Drehzahl und Auftrieb der Rotorblätter möglich machte. Einen weiteren Nachteil der Hubschrauber sah Cierva darin, dass bei einem Triebwerksausfall die Maschine genauso abstürzen würde wie ein Starrflügelflugzeug. Nach seinen theoretischen Vorstellungen zur Aerodynamik rotierender profilierter Tragflächen sollte ein Rotor, der einmal durch äußere Kräfte über eine Mindestdrehzahl hinaus „angeworfen“ würde, von selbst weiter laufen, bis das Triebwerk das Flugzeug soweit beschleunigt hat, dass es genügend Auftrieb erlangt und abheben kann.
Cierva war überzeugt, dass die Gefahr des Strömungsabrisses bei seiner Entwicklung nicht bestand, da der Pilot durch die erhalten bleibende Autorotation auch bei Triebwerksausfall die volle Kontrolle über das Flugzeug hätte. Er erkannte aber auch früh die Probleme durch den asymmetrischen Auftrieb des Rotors, hervorgerufen durch die höhere Relativgeschwindigkeit der vorlaufenden Blätter, die gegenüber den rücklaufenden Blättern einen höheren Auftrieb erhalten. Um seine Ideen und Konzepte praktisch zu erproben, beschloss Cierva den Bau eines entsprechenden Fluggerätes.

### Bau des ersten Versuchsgeräts

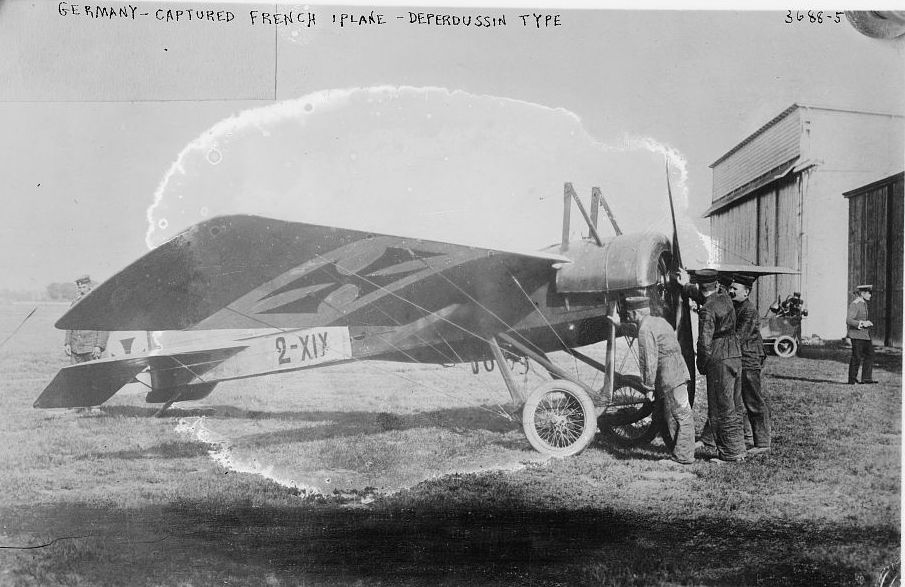
Beispielfoto für ein Deperdussin Monoplane, wie es von Cierva verwendet wurde

Seine erste Maschine, der Autogiro No.1 war in erster Linie ein vollmaßstäbliches Testgerät zur Bestätigung seiner Theorien. Es bestand aus dem Rumpf eines alten Deperdussin-Eindeckers mit einem 60-PS-Rhône-Sternmotors. Cierva installierte auf dem Rumpf einen Mast mit zwei Vierblattrotoren übereinander. Das Eiffel-101-Profil der Blätter zeigte bei einem Rotor nach unten, sodass die Rotation gegenläufig erfolgen konnte. Die Blätter waren einzeln gegen die frei drehbare Lagerung am Mast fest verspannt. Die Koaxialanordnung der Rotoren sollte nach Ciervas Vorstellung die Asymmetrie des Auftriebs und den Kreiseleffekt aufheben. Das Leitwerk der Deperdussin wurde beibehalten und zur besseren Steuerbarkeit um die Hochachse installierte man zusätzlich eine Leitwerksfläche auf der Spitze des Mastes.
Die ersten Flugversuche unternahm Ciervas Schwager, Gomez Acebo, im Oktober 1920 auf dem Getafe Flugfeld bei Madrid. Diese Versuche blieben ohne Erfolg, da infolge von Strömungsinterferenzen zwischen beiden Rotoren, der untere lediglich mit 2/3 der Geschwindigkeit des oberen rotierte. Auch ohne Abheben der Maschine war bereits eine Überschlagtendenz infolge des asymmetrischen Auftriebs und des Kreiseleffekts feststellbar. Das positive Ergebnis der Versuche war, dass sich die Autorotation in der vorgesehenen Richtung einstellte, nachdem dem Rotor von Hand in Drehung versetzt worden war. Cierva gab danach die Auslegung mit Koaxialrotoren auf und wandte sich Einrotorlösungen zu.

### Autogiro No.2 (Cierva C.2)
Für den ersten „richtigen“ Tragschrauber baute Cierva zuerst einen Rumpf nach eigenen Entwürfen und stattete ihn mit einem 110 PS leistenden Neunzylinder Le-Rhône-Umlaufmotor aus. Die einzelnen Blätter des Fünfblattrotors mit einem flachen Eiffel-Profil waren wie in dem vorhergehenden Versuchsgerät derartig mit Drähten verspannt, dass sie sich weder nach unten noch nach oben bewegen konnten. Cierva hoffte das Problem der Steuerung und seitlichen Stabilität vor allem mit einem großen „differentiellen“ Höhenruder lösen zu können. Die Fläche auf der Seite mit rücklaufendem Rotor erhielt dazu einen größeren Einstellwinkel zum Ausgleich des größeren Auftriebs auf der Seite mit vorlaufendem Rotor. Der Bau des Tragschraubers verzögerte sich durch verspätete Lieferung der in Frankreich hergestellten Duralumin-Rotorholme derart, dass Cierva den Bau einer dritten Maschine (Autogiro No.3) vorzog.
Nach der Fertigstellung testete Gomez Spencer die C.2 Anfang 1922 in Getafe. Beim ersten Startversuch rollte die Maschine auf die Seite, wobei der Rotor zerstört wurde. Obwohl sich das Konzept des differentiellen Höhenruders als nicht brauchbar erwies, kam es jedoch Jahre später in einer modifizierten Form bei der Cierva C.30 wieder zum Einsatz.

### Autogiro No.3 (Cierva C.3)
Die C.3 wurde bereits vor der C.2 fertiggestellt und erprobt. Sie bestand aus dem Rumpf eines Sommer-Monoplanes mit einem Siebenzylinder 50-PS-Gnôme-Rhône-Umlaufmotor. Eine Neuentwicklung war jedoch der Dreiblattrotor mit einem flachen Fokker-Profil. In der Nabe des Rotors befand sich eine Vorrichtung zum Ausgleich der Auftriebsdifferenzen durch Verwinden der Blätter, wodurch sich der Anstellwinkel bei der Rotation zyklisch änderte. Die Vorrichtung in der verkleideten Nabe bestand aus einer festen einfachen Nockenscheibe, die beim Rotorumlauf jeweils einen einzelnen Hebel an jeder Blatthinterkante betätigte. Cierva ließ sich diese „Kompensationseinrichtung“ patentieren, sie erwies sich für den Betrieb unter praktischen Flugbedingungen jedoch als ungeeignet.
De Lecca machte in Getafe im Juni 1921 erste Testläufe mit der C.3. Obwohl sie mehrere Unfälle überstand und mit einem 80-PS-Le-Rhône-Triebwerk ausgerüstet wurde, ist die C.3 jedoch nie geflogen.

## Schlussfolgerungen
Mit keiner der drei Konstruktionen gelang es Cierva tatsächlich, soviel Auftrieb zu erzeugen, dass ein Abheben möglich gewesen wäre. Darüber hinaus zeigten alle Versuchsmaschinen selbst am Boden die Neigung zum Überschlag. Bei den Überlegungen zum Lösen dieser Probleme erinnerte sich Cierva an seine Experimente mit einem kleinen Modell mit Gummimotorantrieb, dessen Rotoren aus Schilfrohr bestanden. Dieses Modell zeigte nur eine geringe Neigung zum Rollen auf eine Seite. Er schloss daraus, dass die Flexibilität des Rohres, die im Gegensatz zu den Eigenschaften der fest verspannten Rotorblättern bei den Versuchsmaschinen stand, eine entscheidende Rolle spielt. Dies führte ihn zur Entwicklung der Schlaggelenke, die dieses Problem lösten und im Januar 1923 erstmals bei der Cierva C.4 praktisch erprobt wurden.